# Brunei hívójelkörzetei
Brunei jelenleg (2024) nincs felosztva hívójelkörzetekre.
Brunei számára az ITU a V8 hívójelprefixet határozta meg.
| Prefix | Körzet      | Hely/jelleg                              | ITU zóna | CQ zóna | 1 szintű QTH lokátor |
| ------ | ----------- | ---------------------------------------- | -------- | ------- | -------------------- |
| V8     | [0..4,6..9] | Brunei                                   | 54       | 28      | OJ                   |
| V8     | 5           | ideiglenes hívójelhez külföldiek részére | 54       | 28      | OJ                   |
| VS     | 5           | kivezetve                                | 54       | 28      | OJ                   |

## Lajstromjel
Vízi és légi járművek lajstromjelezéséhez a V8 prefixet használják.